# キリ語
キリ語とは、中華人民共和国およびロシアで話され、ツングース語族の北部ツングース語群に属している言語である。南部ツングース語群のナナイ語の方言と考えられていたが、現在では北部ツングース語群に属すると考えられている。